# Una ragazza molto viziosa
Una ragazza molto viziosa è un film pornografico del 1988, diretto da Giorgio Grand.

## Trama
Kety, fotomodella, conosce un fotografo che la corteggia con successo e poi la presenta al proprietario di una grossa rivista. La ragazza viene invitata dal professionista nella sua villa per fare un servizio fotografico. Durante ciò ha un flirt con un modello famoso che successivamente, raggiunto lo scopo, la ignora. La sera a cena, Kety scopre il bell'amato in tenere effusioni con un'altra fotomodella...

## Produzione
Nel film sono presenti rapporti anali una scena è girata da Lynn Armitage in arte Lady Godiva (Lilli Carati, nella sua carriera hardcore non si presterà mai a tale pratica) e sono presenti parecchi rapporti orali: in quegli anni, la fellatio era la pratica sessuale più desiderata dagli spettatori e costituiva un tabù comune tra le donne.

## Distribuzione
Terza pellicola (esclusi i film di rimontaggio) hardcore di Lilli Carati, annovera tra gli attori del cast i già affermati nel settore Rocco Siffredi e Christoph Clark.
Uscì il 13 gennaio 1988. Come sarà per il successivo Una scatenata moglie insaziabile, Una ragazza molto viziosa non equiparò il medesimo successo ai botteghini rispetto al primo capitolo, Una moglie molto infedele, ma anche in questo caso, come ha successivamente dichiarato il regista Giorgio Grand, i costi di produzione furono enormemente ripagati in quanto stavolta il budget iniziale era molto ridimensionato.
In quegli anni, l'attrice, come detto sempre dal regista, aveva necessità di realizzare parecchi film al solo scopo di poter pagare la droga da cui dipendeva già da qualche anno.